# فرودگاه راکهمپتون (استرالیا)
فرودگاه راکهمپتون (استرالیا)  (به انگلیسی: Rockhampton Airport) یک فرودگاه همگانی مسافربری با کد یاتا ROK است که یک باند فرود سنگفرش دارد و طول باند آن ۱۶۴۵ متر است. این فرودگاه در شهر راکهمپتون (استرالیا) کشور استرالیا قرار دارد و در ارتفاع ۱۰ متری از سطح دریا واقع شده است.